# بی‌سی‌وی
بی‌سی‌وی (انگلیسی: Banque cantonale vaudoise) شرکت خدمات مالی و بانکداری سوئیسی است، که در سال ۱۸۴۵ تأسیس شد.